# Radio City Tower
La Radio City Tower (nota anche come St. John's Beacon) è una torre panoramica costruita a Liverpool nel 1969 e inaugurata dalla Regina Elisabetta II. È alta 138 m risultando il secondo edificio più alto della città, a cui si aggiungono 10 m di antenna, che ne fanno il primo, superando anche la West Tower. Dal 1999 la torre è di proprietà della stazione Radio City, da cui ha preso il nome.